# Ochropteris pallens
Ochropteris pallens là một loài thực vật có mạch trong họ Pteridaceae. Loài này được (Sw.) J. Sm. mô tả khoa học đầu tiên năm 1841.